# Joaquín de la Concha Alcalde

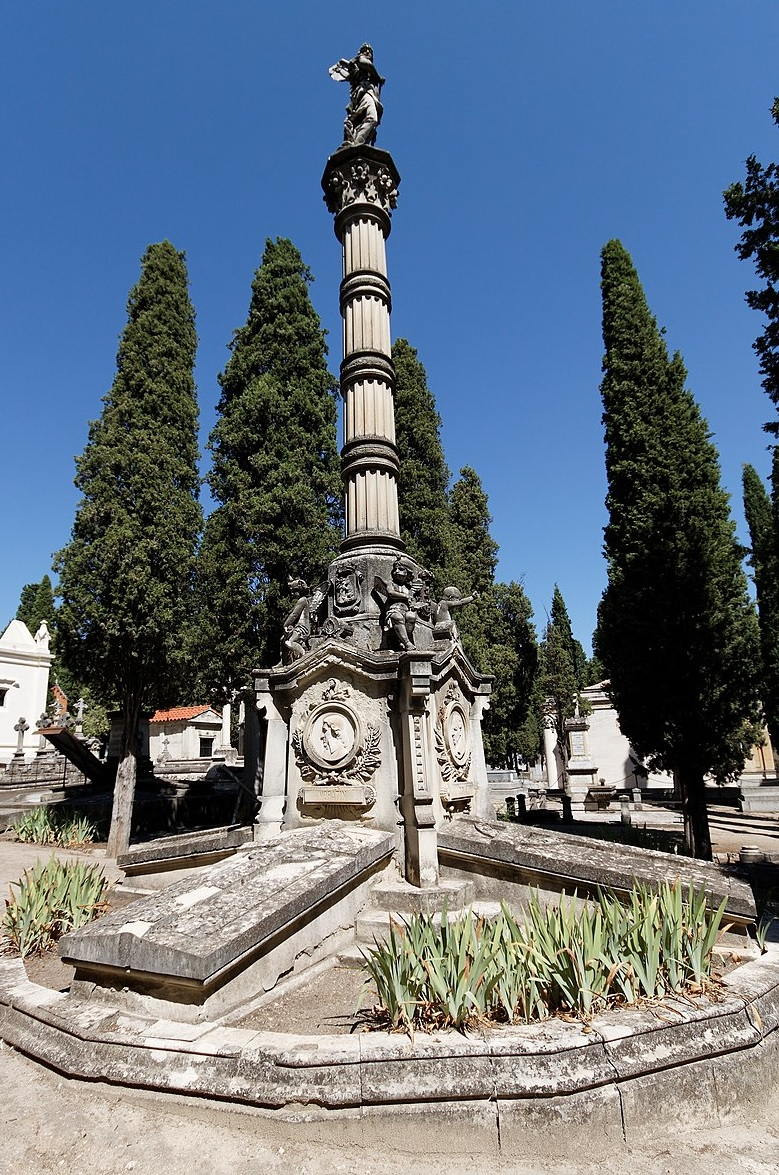
Mausoleo conjunto de Goya, Meléndez Valdés, Donoso y Moratín, realizado junto al escultor Ricardo Bellver (Piedra y Mármol, 1887)

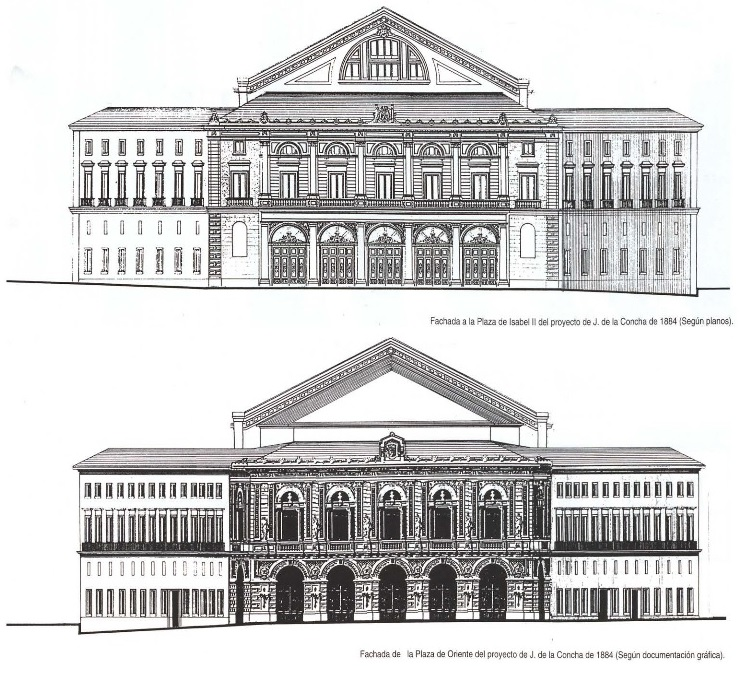
Proyecto de Reforma y restauración en el Teatro Real de Madrid, Dibujos de la fachada (1884).

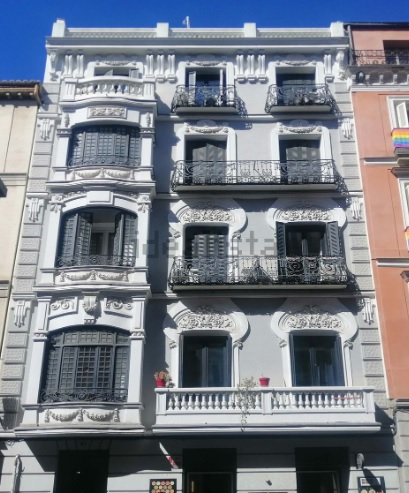
Casa Vicente López Edificio modernista en el número 47 de la calle de Atocha, en Madrid. Se aprecian las influencias de la Casa de Pérez Villaamil, en la cercana plaza de Matute.

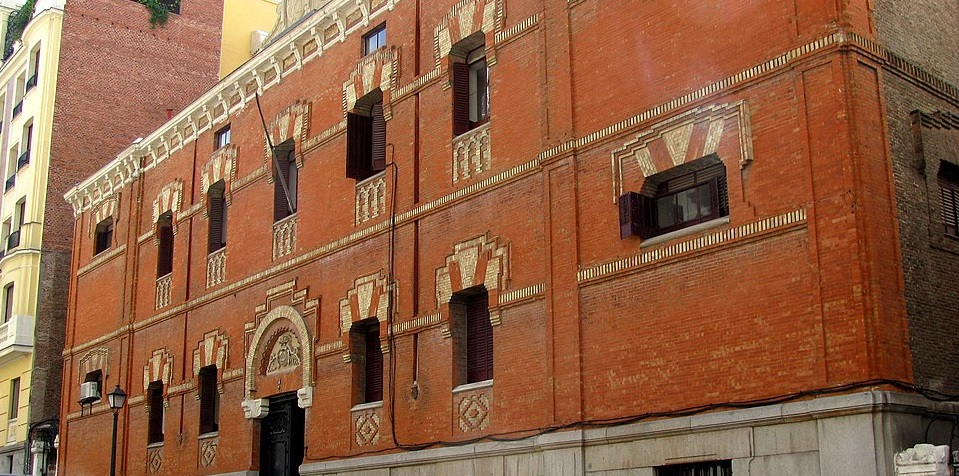
Detalle de la Fachada Neomudéjar del Archivo Histórico de Protocolos de Madrid, en el nº 4 de la Calle de Alberto Bosch.

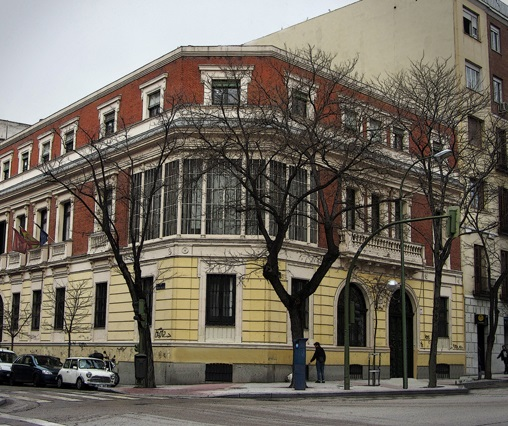
Palacete de los Condes de Vilana, en la Calle Santa Engracia 13, Madrid

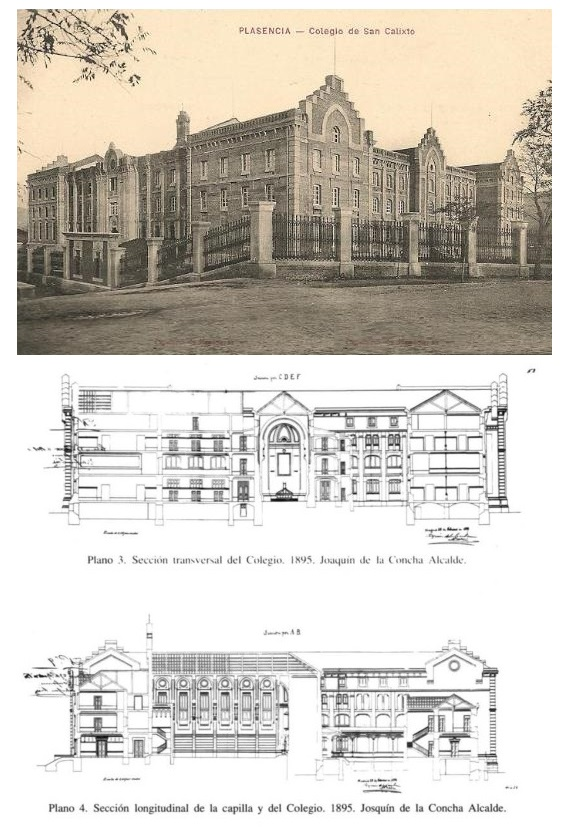
Colegio San Calixto en Plasencia (Cáceres) Planos del Proyecto y Dibujo de la fachada (1885)

Joaquín de la Concha Alcalde (Madrid, 26 de mayo de 1849-Santander, 23 de septiembre de 1918) fue un arquitecto modernista español. Su trayectoria profesional, mayoritariamente desarrollada en la ciudad de Madrid, fue afín a las corrientes historicistas que surgieron en el último tercio del siglo XIX.
Compaginó su trayectoria como arquitecto con la carrera política, siendo elegido Concejal del excelentísimo Ayuntamiento de Madrid en mayo de 1891 y en noviembre de 1893 por el Distrito de Buenavista, en representación de la candidatura Conservadora. En 1895 fue elegido Teniente de Alcalde por el Distrito de Palacio. En la legislatura de 1891-92 fue elegido Diputado por la circunscripción de Madrid.

## Estilo arquitectónico
Su obra se caracteriza por su impronta romántica y una notoria voluntad de recrear la arquitectura de épocas pasadas, tal y como se puede apreciar en el carácter neomudéjar y neobarroco de buena parte de su obra. Ejemplos de ello puede ser la fachada del edificio del Archivo General de Protocolos de Madrid, de estilo neomudéjar típicamente madrileño con elementos decorativos de inspiración medieval o el Colegio de San Calixto en Plasencia (Cáceres), obra de gran monumentalidad representativa del eclecticismo de matiz neomudéjar.

## Listado de obras
- Trabajos relacionados con el Patrimonio Histórico y Cultural de Madrid:

- Mausoleo conjunto de Goya, Meléndez Valdés, Donoso y Moratín (1886)
- Primera Reforma  y restauración en el Teatro Real variando la composición arquitectónica de parte de las fachadas (1884).
- Proyecto y construcción del Archivo General de Protocolos de Madrid. Calle de Alberto Bosch nº 4 (1884-1886).
- 4a Capilla y Patio de la Purísima Concepción del Cementerio Sacramental de Santa María y del Hospital General (1889-1905).
- Panteón de la marquesa de Revilla de la Cañada en el cementerio de San Isidro.
- Otras obras relevantes en Madrid

- Palacete del Conde de Vilana - Calle de Santa Engracia nº 13 con Calle Nicasio Gallego nº 23 (1883)
- Casa de El Liberal (no conservada) - Calle del Turco n.º 7, hoy Marqués de Cubas (1895)
- Casa Juan Feito Gayo - Calle Fuencarral nº 109 con Calle Carranza nº 2 (1890-1891)
- Casa Joaquin de la Concha – Calle Fuencarral nº 117 con Calle Ruiz nº 30 (1890-1892) (Antiguo Teatro Maravillas)
- Casa Cristino Riesgo (Reforma) - Plaza Puerta Cerrada nº 8 (1909)
- Casa Manuel Díaz Benito - Calle Luchana nº 16 (1909-1910)
- Casa Claudio Rodríguez (Reforma) - Paseo del Prado nº 8 (1913)
- Casa calle Fuencarral nº 143 (1914)
- Casa Adrián Martínez - Calle Santiago nº 16 (1914)
- Casa Vicente López - Calle Atocha nº 47 (1914-1915)
- Casa Pedro Lacalle Martín y Manuel Alonso - Calle Mayor nº 54-56 con calle Milaneses, nº 1-3 (1914-1915)
- Fábrica de Lámparas Eléctricas Pérez e Hijos - Calle General Lacy nº 12 (1915)
- Otras obras relevantes

- Restauración de la Catedral de Sevilla (1900-1918). Dirección de las obras y finalización del Pabellón del ángulo Suroeste del Templo.
- Colegio de San Calixto en Plasencia (Cáceres) (1895)
- La Casa "Salesianos Mª Auxiliadora" en Salamanca (1902-1903)

## Cargos y Empleos
- Perito Tasador de Bienes nacionales (1876)
- Vicepresidente de la Sociedad Central de arquitectos (1877)
- Jefe Superior Honorario de Administración Civil (Real Decreto del 5 de abril de 1878)
- Vocal Secretario de la Junta de Reforma de la cárcel de mujeres de Madrid. (1879)
- Presidente Sociedad Central Arquitectos (1892)
- Miembro del Cuerpo de Arquitectos de la Hacienda Pública (1907)
- Conservador del Teatro Real.
- Arquitecto del Ministerio de Fomento.